# Лола Родрігес (актриса)
Лола Родрігес Діас (нар. 26 листопада 1998) — іспанська трансгендена акторка, модель та ЛГБТК+ активістка.

## Біографія
У одинадцять років Лола Родрігес Діас зробила камінг-аут як жінка і була визнана такою в школі. За підтримки батьків вона розпочала свій перехідний процес у тринадцять років. Вона була студенткою психології в Португалії, коли почала акторську діяльність.
У 2015 році вона була першою трансгендерною неповнолітньою кандидаткою на Королеву Карнавалу в Лас-Пальмасі La vida es bella, спонсорованою Радою острова. Вона пішла слідами Ізабелли Торрез, яка була першою кандидатурою з транс-жінок у 2005 році. Родрігеса було обрано четвертою фрейліною. Того ж року вона взяла участь у демонстрації гордості ЛГБТ у Лас-Пальмас, де виступила з промовою.
У 2018 році, в рамках запланованих заходів мадридського ЛГБТ-параду, вона одягла одяг під назвою Amsterdam Rainbow Dress, зроблений з прапорів країн, де членство в ЛГБТ-спільноті є незаконним. У 2016 році сукню одягнув Валентін де Хінг.
Її першою роботою в телесеріалі була головна роль у серіалі Венено, на основі життя Христини Ла Венено, де вона зіграла роль Валерії Вегас.

## Фільмографія

### Серіал
| Рік      | Заголовок              | Роль          | Канал       | Режисер                          | Епізоди |
| -------- | ---------------------- | ------------- | ----------- | -------------------------------- | ------- |
| 2020 рік | Венено                 | Валерія Вегас | Atresplayer | Хав'єр Амброссі та Хав'єр Кальво | 7 серій |
| 2020 рік | Еллас                  | Сама          | Atresplayer | Спеціальна                       | 1 серія |
| 2022 рік | Ласкаво просимо в Едем | Майка         | Netflix     | Деніел Бенмайор, Менна Фіт       | 8 серій |

### Телепрограма
| Рік      | Заголовок            | Канал | Примітки                |
| -------- | -------------------- | ----- | ----------------------- |
| 2015 рік | Карнавал Лас-Пальмас | Нова  | 4-та класифікація Queen |